# District des North Garo Hills
Le district des North Garo Hills est un district de l'état du Meghalaya, en Inde.

## Géographie
Au recensement de 2001, sa population compte 118 325 habitants.
Son chef-lieu est la ville de Resubelpara. 